# Zamach na Ronalda Reagana
Zamach na Ronalda Reagana – zamach na prezydenta Stanów Zjednoczonych, Ronalda Reagana, który miał miejsce 30 marca 1981, kiedy prezydent Ronald Reagan opuszczał Hotel Hilton w Waszyngtonie; został wtedy postrzelony przez Johna Hinckleya Jr., który użył rewolweru Röhm RG-14. Oprócz prezydenta obrażenia odnieśli: jego rzecznik prasowy James Brady (w wyniku postrzału w głowę stał się inwalidą), agent United States Secret Service Tim McCarthy oraz waszyngtoński policjant Thomas Delahanty. Rannego prezydenta przetransportowano do szpitala uniwersyteckiego imienia George'a Washingtona w Waszyngtonie, gdzie chirurdzy poddali go operacji po to, aby usunąć kulę, która o kilka centymetrów ominęła jego serce. Chwilę przed zapadnięciem w narkozę prezydent wypowiedział do chirurgów następujące zdanie:
Mam nadzieję, że wszyscy jesteście republikanami.
„I hope you’re all Republicans,” (ang.)
Na co jedna z osób obecnych na sali operacyjnej odpowiedziała:
Myślę, Panie prezydencie, że w tej chwili wszyscy jesteśmy republikanami.
Motywacją Johna Hinckleya Jr. do dokonania zamachu na życie prezydenta była jego obsesja na punkcie aktorki Jodie Foster w związku z jej rolą w filmie Taksówkarz. Atakiem na Ronalda Reagana Hinckley chciał zrobić wrażenie na Foster.

## Kultura masowa
W 2001 powstał film Zamach na Reagana w reżyserii Cyrusa Nowrasteha będący analizą zamachu.